# Otto Granados Roldán
Otto René Granados Roldán (Aguascalientes, Aguascalientes, 24 de noviembre de 1956) es un consultor internacional en materia de educación, innovación y políticas públicas.
Fue Presidente del Consejo Directivo y del Consejo Asesor de la Organización de Estados Iberoamericanos para la Educación, la Ciencia y la Cultura (2017-2022), Secretario de Educación Pública (2017-2018) de México y Subsecretario de Planeación, Evaluación y Coordinación de la propia SEP (2015-2017).
Entre otros cargos, fue también secretario particular del secretario de Educación Pública, Jesús Reyes Heroles (1982-1985); consejero político de la embajada de México en España (1985-1986); oficial mayor de la secretaría de Programación y Presupuesto (1986-1987); director general de Comunicación Social y Vocero de la Presidencia de la República de México (1988-1992); gobernador del estado de Aguascalientes (PRI) de 1992 a 1998; embajador de México en Chile en dos ocasiones (1999-2001 y 2013-2015) y director general del Instituto de Administración Pública del Tecnológico de Monterrey, entre 2008 y 2013.

## Inicios
Otto Granados es abogado egresado de la Universidad Nacional Autónoma de México y estudió una maestría en ciencia política en el Centro de Estudios Internacionales de El Colegio de México.
Granados ha sido Secretario Particular de Jesús Reyes Heroles cuando éste se desempeñaba como secretario de Educación Pública; consejero político de la embajada de México en España y Oficial Mayor de la Secretaría de Programación y Presupuesto encabezada entonces por Carlos Salinas de Gortari. Posteriormente, Granados fue designado Secretario de Información del Comité Ejecutivo Nacional del PRI; poco después, Coordinador General de Comunicación Social de la campaña presidencial desde donde diseñó una estrategia de comunicación política especialmente eficaz en un contexto muy complejo, y, más adelante, fue director general de Comunicación Social y Vocero de la Presidencia de la República de 1988 a 1992.

## Gobernador de Aguascalientes
En abril de 1992 fue nominado candidato del PRI y elegido gobernador del estado de Aguascalientes para el periodo que culminó en 1998 con una votación cercana al 72%; su elección fue confirmada por todos los partidos políticos con representación en el Congreso del Estado. Al final de su período como gobernador, de acuerdo con los reportes del Tecnológico de Monterrey y del Instituto Mexicano para la Competitividad, entre otros, el estado aparecía en primer lugar en más de 37 indicadores a nivel nacional. Destaca en especial que, bajo su gobierno, Aguascalientes fue el primer estado en contar con un Programa Estatal y una Ley Estatal de Educación, tras la descentralización de 1992, y en introducir diversas innovaciones en la gestión de la educación y el proceso de enseñanza-aprendizaje así como en el uso de tecnologías aplicadas a la educación y la impartición de lenguas extranjeras. Igualmente, ejecutó diversas innovaciones en la prestación de servicios públicos mediante decisiones pioneras en la asignación de concesiones y proyectos público-privados, por ejemplo en materia de agua, y promovió una de las primeras reformas al sistema de impartición de justicia a nivel estatal, la cual ha sido estudiada en la investigación del profesor Matthew Ingram y publicada por Cambridge University Press en 2016 bajo el título Crafting Courts in New Democracies. The Politics of subnational judicial reforms in Brazil and Mexico.   En 2009 dos prestigiosas empresas de estudios de opinión, ARCOP y Buendía & Laredo, respectivamente, señalaron que Otto Granados era el gobernador de Aguascalientes mejor evaluado de los últimos 18 años.
Algunos aspectos de su gobierno han sido materia de estudios de caso y de tesis doctorales en la Kennedy School of Government de la Universidad de Harvard; la Escuela de Derecho de la Universidad de Nuevo México; la Universidad de Cornell; El Colegio de Sonora; El Colegio de México; la Universidad Autónoma de Aguascalientes; el Centro de Investigación y Docencia Económicas, FLACSO y Thunderbird School of Global Management, entre otras instituciones.

## Carrera
Además, ha sido miembro de distintos consejos y juntas de gobierno, entre los que destacan BANOBRAS, el Fondo de Cultura Económica, el Consejo Nacional de Fomento Educativo y el Instituto Nacional para la Educación de los Adultos. Al terminar su período como Gobernador fue designado Embajador de México en Chile. De 2001 a 2013 se dedicó a la docencia y la investigación académica en el Tecnológico de Monterrey así como a la consultoría, principalmente en el sector privado, con empresas como FEMSA, WalMart de México, DeAcero, entre otras. 
Ha publicado numerosos artículos y ensayos en diarios y revistas de México y el extranjero como Nexos, Letras Libres, Milenio, El País, Crónica, Proceso, El Universal, el suplemento “Enfoque” de Reforma, El Economista, La Razón, El Mercurio de Chile, y Perfil de Argentina.
Ha impartido seminarios y conferencias en el Instituto Tecnológico de Monterrey;  la representación en Sudáfrica de la Fundación Friedrich Naumann; la Fundación Pablo Iglesias de Madrid; la Universidad Católica de Chile; el Instituto Universitario Ortega y Gasset de España; la School of International and Public Affairs de la Universidad de Columbia en Nueva York; el Instituto de Administración Pública de Alcalá de Henares; la Graduate School of Education y la John F. Kennedy School of Government, ambas de la Universidad de Harvard, el Instituto de Estudios Bursátiles de España, la Universidad de Comillas de España, la Escuela de Derecho de la Universidad de Texas en Austin, y la London School of Economics, entre otras. 
En 2008 fue distinguido como Profesor Honorario del Instituto de Estudios Bursátiles (IEB) de Madrid, España, una institución adscrita a la Universidad Complutense y patrocinada por la Bolsa de Valores de Madrid. En 1990 fue condecorado por el Gobierno de España con la Orden al Mérito Civil, en Grado de Gran Cruz. En 1992 el National Council of La Raza lo reconoció por sus generosas contribuciones a la población hispana en Estados Unidos. En 1994 fue designado Global Leader por el Foro Económico Mundial de Davos, a cuyas reuniones anuales y/o regionales acudió en las últimas dos décadas. En 2015 fue distinguido por el Gobierno de Chile con la Orden Bernardo O'Higgins en grado de Gran Cruz, y en 2018 recibió la Gran Cruz al Mérito Académico por parte del IEB. En 2019-2020 fue Chen Yidan Visiting Global Fellow en la Graduate School of Education de la universidad de Harvard.
Ha sido profesor-investigador en el Tecnológico de Monterrey. Además, fue consejero y miembro del Comité de Ética del Tecnológico de Monterrey; codirigió diversos programas académicos de capacitación para funcionarios públicos en la Fundación Ortega y Gasset y el Centro de Estudios sobre México de la Unión Europea de Madrid, España.
En la actualidad es miembro de los consejos de la Fundación Ortega y Gasset, la Universidad Internacional de la Rioja y la Universidad Camilo José Cela, así como de la Coalición Latinoamericana para la Excelencia Docente y la Judging Academy del Global Teacher Prize de Fundación Varkey. Además, imparte regularmente numerosas conferencias y seminarios sobre competitividad, innovación, educación y gestión pública, y publica artículos y ensayos en diversos medios internacionales de comunicación. 

## Publicaciones
- Granados Roldán, Otto, "Pensando fuera de la caja. De los qués a los cómos para un progreso educativo real", en Hacia una nueva educación. Ideas fuerza para guiar la transformación (Madrid: OEI) 2025
- Granados Roldán, Otto, "Notas para una política pública eficaz de transformación digital educativa", en Temas de agenda en la transformación de la educación en Iberoamérica (Madrid; OEI), 2024.
- Granados Roldán, Otto, En qué creer y otras historias heterodoxas (México: Cal y Arena), 2024
- Granados Roldán, Otto, Viaje a la memoria. Un recuento personal (México: Cal y Arena), 2022.
- Granados Roldán, Otto y Cárdenas Denham, Sergio, Educación Inclusiva en Centroamérica y República Dominicana: balance, opciones y recomendaciones de política (Madrid: OEI), 2022.
- Granados Roldán, Otto (Coordinador), La educación del mañana: ¿inercia o transformación? (Madrid: OEI), 2020.
- Granados Roldán, Otto, El recuerdo y las heridas: el asesinato de mi abuelo (México: Cal y Arena), 2019.
- Granados, Otto, "Reflections from a Secretary of Education to his successor at the end of his tenure", en Fernando M. Reimers, Letters to a New Minister of Education (Cambridge, MA.: Harvard Global Education Innovation Initiative), 2019
- Granados Roldán, Otto et al. (Coords.), Fortalecimiento de derechos, ampliación de libertades, I (México: Fondo de Cultura Económica), 2018
- Granados Roldán, Otto, La Reforma Educativa (México: Fondo de Cultura Económica), 2018.
- Granados Roldán, Otto, "La Colección Mexicana: una historia de solidaridad", en México, Solidaridad y Resistencia. Donaciones fundacionales. Museo de la Solidaridad Salvador Allende, 1971-1990, Santiago de Chile, MSSA, 2015.
- Granados Roldán, Otto, "México: una mirada al impacto de los acuerdos de libre comercio", en Alejandro Foxley & Patricio Meller (Eds.), Alianza del Pacífico: en el proceso de integración de América Latina, (Santiago: CIEPLAN), 2014
- Granados Roldán Otto, "El método y la disciplina en el Centro de Estudios Internacionales", en Gustavo Vega Cánovas y Humberto Garza Elizondo (Coords.), El Centro de Estudios Internacionales de El Colegio de México: 50 años de investigación y docencia (México: El Colegio de México), 2012
- Granados Roldán Otto, "¿Cómo abordar la reforma de la gestión educativa? Algunas reflexiones", en Gilberto Guevara Niebla (Coord.), México 2012: La reforma educativa (México: Cal y Arena), 2012.
- Granados Roldán Otto, “Medios, democracia y cultura cívica en México: ¿está funcionando esa relación?”, en Luis J. Molina Piñeiro et al. (coords.), Perspectivas de la democracia en México (México: Porrúa/UNAM/Instituto Ortega y Gasset/UAT), 2007.
- Granados Roldán, Otto, “Pistas sobre la incertidumbre electoral mexicana”, en Luis J. Molina et al. (coords.), Vicisitudes de la normalidad democrática electoral en México (México: Porrúa/UNAM/Fundación Ortega y Gasset), 2006
- Granados Roldán, Otto, “Del gasto a la inversión”, en Silvia Cherem S. (ed.), Examen Final. La educación en México (2000-2006) (México: CREFAL/DGE/Equilibrista), 2006
- Granados Roldán, Otto, "Los años del cambio político en Aguascalientes, 1995-2005", en Daniel Gutiérrez Castorena et al. (Coords.), Alternancia y transición democrática: la experiencia de Aguascalientes (México: Senado de la República/Universidad Autónoma de Aguascalientes), 2005
- Granados, Otto y Jesús Álvarez, “Oportunidades y obstáculos de la descentralización educativa: el caso de México”, en Sergio Martinic y Marcela Prado (Eds.), Economía Política de las Reformas Educativas en América Latina (Santiago de Chile: PREAL-CIDE), 2000
- Granados Roldán, Otto, "La voz y la vida: treinta años de poesía", en Premio de Poesía Aguascalientes. 30 años (México: Joaquín Mortiz), 1997
- Granados Roldán Otto y Luis Medina Peña, El proyecto educativo de la revolución mexicana (Culiacán: Universidad Autónoma de Sinaloa), 1992.
- Granados Roldán Otto, El sistema político mexicano y el PRI (Madrid: CEDEAL), 1989.
- Granados Roldán Otto, Estado y rectoría del desarrollo en México: una perspectiva política (México: Fondo de Cultura Económica), 1988.
- Jesús Reyes Heroles: cuestiones internacionales. Notas y selección de Otto Granados Roldán (México: Secretaría de Relaciones Exteriores, Col. Archivo Histórico Diplomático Mexicano), 1985.
- Jesús Reyes Heroles: El liberalismo mexicano en pocas páginas. Selección de Adolfo Castañón y Otto Granados Roldán (México: Fondo de Cultura Económica/Secretaría de Educación Pública), 1985.
- Granados Roldán Otto, Las organizaciones campesinas (México: Océano), 1983.
- Granados Roldán Otto, La iglesia católica mexicana como grupo de presión (México: UNAM), 1981
- Granados Roldán Otto, Salvador Alvarado y la revolución mexicana (Culiacán: Universidad Autónoma de Sinaloa), 1980.